# Michèle Sibony
Pour les articles homonymes, voir Sibony.
Michèle Sibony, née le 11 octobre 1951 à Rabat (Maroc),, est une militante française pro-palestinienne, membre de l'Union juive française pour la paix (UJFP), organisation antisioniste.

## Biographie
Issue d'une famille juive marocaine traditionaliste[réf. souhaitée], Michèle Sibony a vécu en Israël où elle a fait des études de lettres et de cinéma dans les années 1972-1977, à l’université de Haïfa. Elle y a maintenu des contacts étroits avec des amis contre l'occupation israélienne,. Elle est aussi membre du bureau de l’Alternative Information Center (Jérusalem Beit Sahour).
Michèle Sibony participe « avec enthousiasme » à une rencontre de militants pro-palestiniens avec des représentants des diverses organisations palestiniennes sur la liste des organisations terroristes de l’Union européenne.
Pour Marc Hecker : « Le fait d’habiter pendant quelques années en Israël et de côtoyer des Palestiniens a permis à Michèle Sibony d’effectuer ce qu’elle appelle un « détricotage » idéologique et a déclenché chez elle la volonté de s’engager en faveur de la cause palestinienne. ».

### Prises de positions

Logo de l'Union juive française pour la paix

Elle a été vice-présidente de l’Union juive française pour la paix (UJFP) qu'elle a rejointe lors de la deuxième Intifada. Elle signe alors l'appel lancé dans Le Monde « En tant que Juifs… ».

#### Sur l'antisémitisme
En 2004, elle conteste les analyses de Jean-Christophe Rufin dans le rapport dit « rapport Rufin » qui accorde une prééminence à l'antisémitisme : 

« L’antisémitisme, écrit Michèle Sibony, commence toujours par distinguer — exclure — les [J]uifs du corps social en leur conférant des travers ou des vertus particuliers […]. Dans ce modèle d’affrontement, il semblerait que les [J]uifs soient placés — instrumentalisés, avec la participation de certains d’entre eux, mais pas tous, loin de là — en première ligne et servent de bélier, avant de pouvoir servir de bouc émissaire. »

Elle dénonce l’antisémitisme de Dieudonné ou d'Alain Soral[réf. nécessaire], mais explique pourquoi ils ont du succès : 

« Cette émotion à deux vitesses devant les actes racistes, la solidarité systématique exprimée à la communauté juive, alors que rien de tel ne se produit devant les attentats racistes visant la population arabe, la présentation du conflit israélo-palestinien qui fait toujours l’impasse sur le rapport de domination d’un État contre un peuple occupé et colonisé, ont fini, associées à la crise sociale qui frappe les quartiers populaires où vivent une grande partie de ces descendants d’indigènes, par développer chez une partie d’entre eux rancœur et révolte. Ce sentiment en a rendu certains réceptifs aux thèses antisémites d’un Dieudonné, puis aux thèses du complot développées par des Soral et pire encore parfois. »

#### Sur la situation politique française
En 2015, elle s'investit dans la construction d'un « antiracisme politique et décolonial » et intervient pour l’UJFP au meeting contre l’islamophobie du 6 mars 2015 à la bourse du travail de Saint-Denis.
En juin 2017, elle signe avec une vingtaine d'intellectuels une tribune de soutien à la militante des Indigènes de la République Houria Bouteldja dans le journal Le Monde, un texte décrit par le journaliste Jack Dion du magazine Marianne comme étant « ahurissant d’allégeance à une dame qui a exposé son racisme au vu et au su de tous ». Michèle Sibony et les autres cosignataires de la tribune y affirmaient que les auteurs d'attaques contre Houria Bouteldja « n'avaient pas lu son livre Les Blancs, les Juifs et nous [éditions La Fabrique, 2016], et s'étaient arrêtés à son titre sans le comprendre ou à quelques extraits cités à contre-emploi ».

## Publications
- À contre chœur : les voix dissidentes en Israël[18], avec Michel Warschawski, collection Essais et documents, Textuel, 2003  (ISBN 978-2845970731)

### Préfaces
- Michel Warschawski, Au pied du mur : de notre correspondant à Jérusalem[19], Syllepse, 2011  (ISBN 978-2849502877)
- Marie-Jo Parbot (postface Ziad Medoukh), Gaza, la vie, passionnément ! : paroles d'assiégés, Scribest Publications, 2014  (ISBN 979-1092758023)